# 이집트 제24왕조
이집트 제24왕조는 이집트 제3중간기의 왕조로 사이스에 있었던 단명한 왕조이다.

## 역대 파라오
- 테프나크트 1세
- 바켄레네프